# Anders Holmwall
Anders Holmwall, född 1962, är en svensk präst. Han är sedan 2006 biskop och stiftschef inom den gammalkatolska Allmänna apostoliska kyrkan (AAK).
Holmwall prästvigdes 1987 samt vigdes till sitt nuvarande ämbete i januari 2006 med ärkebiskop Georg Le Mesurier som huvudkonsekrator. I och med detta så etablerades ett europeiskt stift av den amerikanska Independent Old Catholic Church (IOCC), vari AAK ingår.